# Monhysteroides macramphidus
Monhysteroides macramphidus är en rundmaskart som beskrevs av Timm 1961. Monhysteroides macramphidus ingår i släktet Monhysteroides och familjen Linhomoeidae. Inga underarter finns listade i Catalogue of Life.